# Treffen am Ossiacher See
Treffen am Ossiacher See é um município da Áustria localizado no distrito de Villach-Land, no estado de Caríntia.